# Amt für Preise
Das staatliche Amt für Preise war ein Organ des Ministerrates zur Gewährleistung der staatlichen Preispolitik in der Deutschen Demokratischen Republik.
Es wurde vom Ministerrat im Dezember 1965 gegründet und war bis 1990 dafür zuständig, die Verbraucherpreise für Konsumgüter durch Preisauf- und -abschläge den Vorstellungen der DDR-Planwirtschaft anzupassen.
Das Amt verglich die Verbraucherpreise beispielsweise von Grundnahrungsmitteln oder Energie in der DDR mit denen in anderen Ländern. Nach den Vorstellungen der Regierung wurden diese dann auch für den Binnenmarkt festgeschrieben. Problematisch war dabei der Umstand, dass das Amt für Preise als zwischengeschaltetes Lenkorgan die Verbindung zwischen den Produktionskosten der Hersteller und der Kaufkraft der Verbraucher entkoppelte. Dies führte insbesondere in Bereichen, in denen die Preise teilweise über mehrere Jahrzehnte stark durch den Staat subventioniert und eingefroren waren, zu chaotischen Zuständen, beispielsweise bei Nahrungsmitteln, Trinkwasser, Versorgungsleistungen wie Strom und Gas, Handwerkerleistungen oder Gebühren für öffentliche Verkehrsmittel, da die Haushalte nicht mehr dazu angehalten waren, entsprechend ihrer eigenen Möglichkeiten zu konsumieren bzw. zu verbrauchen. Dadurch ergab sich ein Nachfrageüberschuss, der in einer Marktwirtschaft einen Preisaufschlag zur Folge hätte. Da jedoch die Verbraucherpreise staatlich festgeschrieben waren, führte dies oft zur Verschwendung von Ressourcen. Beispielsweise wurden Grundnahrungsmittel gedankenlos an Kleintiere verfüttert und mit der zur Verfügung gestellten Energie wurde sorglos umgegangen.
Nach der Wende wurden die Aufgaben des Amtes von April bis Oktober 1990 vom Ministerium für Finanzen und Preise wahrgenommen.

## Leiter des Amtes
- Walter Halbritter (1965–1989)